# Kiaa1755
Kiaa1755‏ (KIAA1755) هوَ بروتين يُشَفر بواسطة جين Kiaa1755 في الإنسان.